# Bol Bachchan
Pour plus de détails, voir Fiche technique et Distribution.
Bol Bachchan est une comédie de Bollywood inspiré par le film Gol Maal de 1979, réalisée par Rohit Shetty, sorti en juillet 2012. Les rôles principaux sont tenus par Ajay Devgan et Abhishek Bachchan. 

## Fiche technique
- Titre : Bol Bachchan
- Réalisateur : Rohit Shetty
- Scénario : Rohit Shetty
- Direction artistique : Narendra Rahurikar
- Photographie : Dudley
- Montage : Steven H. Bernard
- Cascades et combats : Jai Singh Nijjar
- Production : Dhillin Mehta, Ajay Devgan
- Langue : hindi
- Pays d'origine : Inde
- Date de sortie : juillet 2012
- Format : Couleurs
- Genre : comédie

## Distribution
- Ajay Devgan
- Abhishek Bachchan
- Asin Thottumkal